# 윌리엄 루이스 헌든
윌리엄 루이스 헌든(영어: William Lewis Herndon, 1813년 10월 25일 ~ 1857년 9월 12일)은 미국 해군의 뛰어난 탐험가이자 선원 중 한 명이었다. 1851년에 그는 아마존 계곡으로 미국 원정대를 이끌었고 1854년에 출판되어 아마존 계곡 탐험이라는 이름으로 널리 배포된 보고서를 작성했다.
그는 1857년 9월 상업 우편 증기선 SS 센트럴 아메리카를 지휘할 때 152명의 여성과 어린이를 구조한 것으로 특히 유명했다. 노스캐롤라이나 해안에서 3일간 허리케인이 몰아치면서 배는 동력을 잃었다. 헌든은 여성과 어린이 몇 명을 안전하게 배에서 내려 다른 배로 옮길 수 있도록 조치했다. 배를 구할 방법이 없었던 헌든은 9월 12일 케이프 해터러스에서 배가 침몰할 때 익사한 400명 이상의 승객과 승무원과 함께 머물기로 했다. 이것은 미국 역사상 상업 선박 재해로 인한 가장 많은 인명 피해였다.
2년 후, 그의 딸 엘렌 루이스 헌든은 미래의 미국 대통령이 되는 체스터 A. 아서와 결혼했다.